# Manuel Sebastián Ugarte y Moscoso
Manuel Sebastián Ugarte y Moscoso (Arequipa, 12 de abril de 1851-Callao, 25 de mayo de 1880) fue un médico y militar peruano. Es reconocido como héroe nacional de la Medicina Naval del Perú, así como del Cuerpo General de Bomberos Voluntarios del Perú (perteneciente a la Bomba Lima). Manuel Sebastián Ugarte y Moscoso murió heroicamente en combate durante la Guerra del Pacífico.

## Biografía
Manuel Ugarte fue hijo de Manuel María Ugarte y Menaut, quien tras quedar viudo, perder al menor de sus vástagos y salvarse él mismo milagrosamente de una epidemia de peste que diezmó el sur peruano en la segunda mitad del siglo XIX, Manuel María, que gozaba de una acomodada posición económica, optó en su edad madura por ofrecer su nueva vida al servicio religioso. Se hizo sacerdote luego de haber recibido el correspondiente permiso del Papa Pío IX. Todos estos sucesos marcaron profundamente a sus otros hijos, el mayor de los cuales era Manuel Sebastián.

### Estudios
Manuel Sebastián, una vez terminado sus estudios secundarios en el Colegio Nacional de la Independencia Americana de su natal Arequipa, optó por estudiar y trabajar. Ejerció como practicante de farmacia y luego se convirtió en practicante de medicina. Precisamente siendo estudiante de Medicina, estallaría la guerra con Chile, en la que se convertiría en héroe nacional peruano. Él, como muchos otros compañeros suyos de diferentes años de estudios en la Facultad de Medicina "San Fernando", acordaron ponerse a disposición absoluta de su patria (entre ellos Daniel Alcides Carrión quien combatiría en las batallas de San Juan y Miraflores).

### Acciones
Montañismo (andinismo). Manuel S. Ugarte practicó el montañismo, específicamente el andinismo, deporte con el cual exploró y ascendió (en compañía de amigos) varias veces el volcán Misti, natural monumento telúrico que tutela y se impone sobre su natal ciudad de Arequipa. Ya retirado de esta práctica, hubo de ser llamado para integrar grupos o compañías de búsqueda y rescate cuando otros deportistas desaparecieron en el mismo intento.
Bombero Voluntario. En Lima, la capital del Perú, fue uno de los primeros integrantes de la "Bomba Lima", primera compañía nacional de bomberos voluntarios peruanos, destacándose por sus valerosas acciones como cuando en acción heroica salvó de una muerte segura a un compañero herido.
Revolucionario. Cuando Nicolás de Piérola se levantó en armas, Ugarte y Moscoso, joven de ideales revolucionarios, acudió al llamado.

## Conflicto militar con España
Manuel Ugarte cuando aún era un adolescente, participó en el combate del Dos de Mayo, el 2 de mayo de 1866, en que el Perú venció a España, obligándola a renunciar a sus intentos neocolonialistas en el continente sudamericano. En dicho combate falleció José Gálvez.

## Guerra del Pacífico
En 1879, estalla la Guerra con Chile, y Manuel S. Ugarte se alista como voluntario, siendo asignado como ayudante de medicina en el BAP Independencia.

### Combate naval de Punta Gruesa
En este Combate naval de Punta Gruesa, la fragata peruana Independencia perseguía a la goleta chilena Covadonga que intentaba huir a toda velocidad. En tales circunstancias, la Independencia encalló con unas rocas superficiales ocultas por la marea que no figuraban en las cartas de navegación. Con la Independencia hundiéndose, la Covadonga detuvo su fuga y regresó sobre sus aguas, para eliminar a los ya indefensos náufragos ametrallándolos. Manuel Ugarte, herido, consiguió salvarse al tiempo que ayudada a salvarse también a un compañero. La Covadonga reanudó su fuga cuando el monitor Huáscar capitaneado por el almirante AP Miguel Grau retornó para auxiliar a sus compatriotas.

### Captura del "Rímac"
Luego del desastre de Punta Gruesa fue trasladado a la corbeta Unión. La Unión, con Ugarte en ella, hubo de capturar en combate al transporte chileno Rímac. La captura del "Rímac" constituye uno de los hechos victoriosos más importantes de los peruanos en esta guerra, al punto de ocasionar la renuncia y destituciones de las más altas autoridades chilenas cuestionadas por tan sorprendente suceso.

### Combate Naval de Angamos
Ante el inevitable fin que ya se le había tendido al Huáscar, fue disposición del almirante Miguel Grau salvar al menos una nave para el Perú (La corbeta Unión, en cuya tripulación se hallaba Ugarte). Allí, en el Combate naval de Angamos, falleció Grau.

### El bloqueo del Callao
La etapa naval de esta guerra se cierra con el combate naval de torpederas frente al Callao, cuando ya el Perú prácticamente carecía de escuadra. Hubo dos combates de torpederas.

## El pensamiento de Ugarte
Ante las difíciles circunstancias que le tocaba experimentar al Perú, Manuel Sebastián escribió una carta familiar en que se revela el sincero afecto hacia los suyos y el inmenso amor hacia su patria. Este documento se ha conservado, de su puño y letra. Uno de sus fragmentos dice así: 

"Papá: Tú bien sabes que cuando la patria está en peligro requiere que sus hijos le sirvan hasta el sacrificio..."

## Sacrificio heroico
Durante el bloqueo del Callao, en las noches, tanto peruanos como chilenos enviaban sus lanchas torpederas a vigilar las actividades y posiciones del enemigo.
En una de estas acciones, una noche partió la lancha torpedera peruana Independencia. Su tripulación tenía la intención de hundir con un torpedo al acorazado chileno Almirante Blanco Encalada.
En tales circunstancias, el 25 de mayo de 1880, se encontró con las dos lanchas torpederas chilenas Guacolda y Janequeo; ante ello, la Independencia disparó primero cuatro cañonazos sobre la Guacolda mientras que casi simultáneamente repelía con su metralla a la Janequeo entablándose así durísimo combate. La Janequeo consiguió detonar un torpedo en la Independencia, matando a ocho de sus tripulantes y empezando a hundirla. La lucha parecía terminada pero aún la Independencia consiguió acercarse así hasta tocar la proa de la Janequeo.
Todo fue muy rápido, Manuel S. Ugarte (que era el segundo comandante de la nave), coordinó con José Gálvez Moreno (hijo del héroe del combate del 2 de mayo) quien estaba al mando, y aprovechando Manuel la corpulencia que el deporte le había dado, levantó y arrojó el torpedo que tenía preparado contra la nave chilena... consciente de su sacrificio mortal, previamente le había cortado la mecha para que con seguridad explote sin que los chilenos pudieran remediarlo, y por si no fuera suficiente, a Gálvez le correspondía disparar inmediatamente al torpedo para garantizar su estallido instantáneo sobre la cubierta de la Janequeo. Así fue. Manuel Ugarte fue despedazado por la violenta explosión, junto con el guardiamarina Emilio San Martín que lo acompañaba en la acción, y José Gálvez perdió temporalmente la vista y la conciencia. Casi simultáneamente se hundían así primero la Janequeo y luego la Independencia. La Guacolda recogió gravemente herido a Gálvez, pero después el mando chileno impresionado por estos hechos, lo devolvió al Perú y lo desembarcó en El Callao, dónde sorprendentemente se lograría salvar su vida. Gálvez, recuperado plenamente, en su informe oficial dio cuenta de los hechos heroicos de su compañero Ugarte en este combate naval.

## In Memoriam
Los principales diarios de la época dieron cuenta de la noticia. El Estado peruano supo reconocer tan grande heroísmo de su juventud. Se rindieron muchos homenajes especialmente en Lima, Callao y Arequipa. Hoy llevan su nombre una calle de su natal Arequipa y una calle de la capital metropolitana, Lima (en los límites de San Isidro con el Magdalena del Mar).
Al conmemorarse los 50 años, así como en el centenario de su sacrificio, diversas instituciones lo recordaron en actos cívicos y homenajes. Entre ellas la Facultad de Medicina "San Fernando", la Marina de Guerra del Perú y el Cuerpo General de Bomberos Voluntarios del Perú.
Además la vía principal del Hospital Naval del Perú y el Hospital de la Base Naval del Callao llevan también el nombre de Manuel Sebastián Ugarte y Moscoso. Sus restos mortales fueron los últimos en ingresar al museo de la Cripta de los Héroes de la Guerra del Pacífico en el cementerio Presbítero Matías Maestro de Lima, en presencia del Presidente del Perú.